# Spoorlijn Woincourt - Onival
De Spoorlijn Woincourt - Onival was een Franse spoorlijn van Woincourt naar Ault. De lijn was 12 km lang.

## Geschiedenis
De lijn werd aangelegd door de Société générale des chemins de fer économiques en geopend 1921. Het tracé volgde gedeeltelijk de metersporige lijn van Feuquières naar Ault die bestond tussen 1904 en 1906.  
Tot 1939 vond er personenvervoer plaats, tot 1946 ook goederenvervoer. Daarna is de lijn gesloten en opgebroken.

## Aansluitingen
In de volgende plaats was er een aansluiting op de volgende spoorlijn:
Woincourt
RFN 323 000, spoorlijn tussen Abbeville en Eu